# Cessières

Cessières este o comună în departamentul Aisne din nordul Franței. În 1 ianuarie 2018 avea o populație de 433 de locuitori.